# Uyea
Uyea és una illa localitzada en l'arxipèlag de les Shetland, a Escòcia. L'illa està situada al sud d'Unst.
L'illa ocupa una superfície de 205 hectàrees i la seva altitud màxima sobre el nivell del mar és de 50 metres.
Uyea és coneguda per albergar un cairn de l'Edat de Bronze i una capella del segle xii dedicada a Olaf II.
Una altra illa més petita també anomenada Uyea està situada al nord-oest de la península septentrional de l'illa Mainland.